# 도라에몽 노비타의 일본탄생
극장판 도라에몽: 진구의 버스 오브 재팬(일본어: 映画ドラえもん のび太の日本誕生 도라에몽 노비타노 닛폰탄조[*])은 월간 코로코로 코믹 1988년 10월호부터 1989년 3월호까지 게재된 대장편 도라에몽 시리즈 작품이다. 그리고 이 원작을 바탕으로 1989년 3월 11일에 개봉한 영화 작품이다. 대장편 도라에몽 시리즈 제9탄이자 영화 시리즈 제10작이다. 영화 도라에몽 10주년 기념 작품이다. 예고편은 후지코 후지오 Ⓕ 명의이다.
동시상영작은 《미니도라 SOS!!》이다.
또한 2016년에 이 작품의 리메이크 버전인 《극장판 도라에몽: 신 진구의 버스 오브 재팬》이 공개되었다.

## 해설
7만년 전의 일본과 현대의 일본, 그리고 7만년 전의 중국 3곳을 배경으로 한다. 기가좀비와 히카리족을 도와주는 도라에몽 일행의 싸움을 그린 영화 작품이다.
흥행 기록은 이 시리즈에서는 원작자 후지코 F. 후지오 생존시에는 깨지지 않았다. 후지코 F 사후, 배급수입은 1998년 개봉된 《도라에몽 노비타의 남해대모험》에 깨지지만 현재까지도 최대의 관객수가 되고 있다.
공개 직전인 1989년 3월 4일에는 도라에몽 영화 개봉 기념으로 "도라미짱과 일본탄생"도 방영되었으며 공개 이후 1990년에 본작의 속편적인 내용의 게임 《도라에몽 기가 좀비의 역습》이 발매되었다.
원작 초기에는 "쇼가쿠칸 BOOK" 1974년 3월호 게재의 "야마오쿠무라의 괴사건"(텐토우무시코믹스 7권 수록)에 등장한 폐촌, 산골 마을의 후속이 묘사되었다. 또한 "초등학교 4학년" 1989년 7월호 게재의 "언제 어디서나 스케치 세트"(텐토우무시코믹스 41권 수록)는 도라에몽의 도구에 의해 본 작품의 일부분이 그려져 있다. 이것은 보통의 원작과 대장편을 연결시키는 몇 안되는 에피소드 중 하나이며 또한 영화의 후일담에 해당하는 이야기로는 유일한 것이다.
작중, 도라에몽이 시공 난류에 의한 것일지도 모른다고 말했고 가미카쿠시 에피소드는 실제로 전해진다는 이야기에 근거하고 있지만 그 대부분은 과장과 창작을 포함한 도시 전설이다.
영화의 아방 타이틀에서는 쿠쿠루의 등장만 있고 노비타 일행은 등장하지 않으며 쿠쿠루가 시공 난류에 흡입된 후 지구의 전경이 나타나고 어디선가 "도라에모~ㄴ!"이라는 목소리가 들려오고 오프닝이 나오는 흔치 않은 구성이다. 또한 영화 도라에몽 시리즈에서 유일하게 오프닝 애니메이션에서 "연재"와 "주제가"가 크레디트되었다. 본작부터 음향에 돌비 스테레오 방식이 채용되었다.

## 줄거리
집에서도 학교에서도 야단만 맞는 노비타는 가출하려고 했지만 어떤 곳이든 사유지 또는 국유지라서 그 어디든지 자기 뜻대로 되는 토지가 없었다. 처음에는 "쓸떼없는 짓이니까 그만 둬."라고 노비타를 바보 취급한 도라에몽 이하 4명도 각각의 이유로 가출을 결심했지만 갈 곳이 없어 어찌할 바를 몰랐다. 그렇다면 차라리 아직 인간이 살지 않는 태고의 일본에 가려고 사상 최대의 가출로 출발한다.
누구에게도 방해받지 않을 유토피아가 완성되었지만 일시 귀가했는데 진짜 원시인으로 추측되는 쿠쿠루를 만난다. 쿠쿠루의 일족인 히카리족은 광포한 쿠라야미족과 정령왕 기가좀비의 습격을 받았다고 한다. 도라에몽 일행은 히카리족을 구하기 위해 중국 대륙으로 향하게 된다.

## 목소리 출연
- 도라에몽 - 오오야마 노부요
- 노비타 - 오오하라 노리코
- 시즈카 - 노무라 미치코
- 자이언 - 타테카베 카즈야
- 스네오 - 키모츠키 카네타
- 노비 타마코 - 지지마쓰 사치코
- 노비 노비스케 - 가토 마사유키
- 자이언의 엄마 - 아오키 가즈요
- 선생 - 다나카 료이치

## 게스트 캐릭터
쿠쿠루
목소리 - 마쓰오카 요코
히카리족 소년. 마을 근처의 강에서 민물 고기를 잡기 위해 온 1인으로 따라서 쿠라야미족으로부터의 습격을 면했다. 그 후 시공 난류(시공간의 혼란)에 휘말려 현대 일본에 왔다. 히카리족의 다른 주민들을 구하기 위해 도라좀비와 도라에몽의 힘을 빌려 쿠라야미족에 맞선다. 일인칭은 2개이고 僕와 俺 모두 사용하고 있다. 대장편 도라에몽 각 작품 메인 게스트 캐릭터 중 일인칭이 2개인 인물은 그가 유일하다(단 경어 제외). 미래에는 운바호("일의 국가의 용사"라는 뜻)로 개명, 히카리족의 족장이 된다.
덧붙여 『침푸이』의 카쓰가 에리는 그의 자손이다.
타지카라
목소리 - 나가기 류지
쿠쿠루의 부친. 쿠라야미족에 맞서는 등 용감하다. 축제 때 들소찜구이를 석기 칼로 절단하는 묘사를 볼 수 있다.
타라네
목소리 - 다마가와 사키코
쿠쿠루의 모친. 일본으로 이주하여 새로운 마을을 만들었다. 축제 때 조용하게 나무의 열매를 올리는 모습을 볼 수 있다.
장로
목소리 - 기타무라 고이치
히카리족의 장로. 상당한 고령.
쿠라야미족에 다시 붙잡혔을 때에는 도코야미 성전의 건설을 위해 강제로 노동을 하게 된다.
이후에는 타임 패트롤대에 의해 보호된 뒤 다시 일본으로 이주했다.
우즈메
목소리 - 하야시 다마오
머리에 꽃을 올려 놓은 여자. 히카리족이 일본으로 이주한 직후 잔치에서 춤을 선보였다. 원작에서는 등장하지 않는 인물이다.
우타베
목소리 - 후타마타 잇세이
히카리족의 일원으로 노래를 잘 부르는 남자(만화에서는 태목의 중년, 영화에서는 수신). 일본에 안내된 직후 잔치에서 도라좀비를 기리는 노래를 불렀다. 자이언이 말하기를, "석기시대의 위대한 아티스트".
히카리족
목소리 - 챠후린, 반도 나오키, 야나다 교유기
7만년 전 현재 중국 상하이 시 펑셴 구 부근에 살던 원시인 부족. 도라에몽 일행의 손길에 의해 미개의 땅에 있는 일본으로 이주한다. 도라에몽이 변장한 도라좀비를 신과 공경하고 숭배한다. 쿠라야미족에 붙잡혀 강제 노동을 하게 되지만 타임 패트롤대에 의해 보호된다. 그 후 다시 일본으로 이주했다.
덧붙여서 극장에 공개된 당시에는 후지무라 신이치에 의한 구석기 날조 사건과 우천인의 정확한 조사 결과(인골이 아니라 나우만조우의 뼈일 가능성이 높다)가 발각되어서 이전의 원작 만화에서는 "히카리족 이전에 멸종한 인류 = 원시인이 있었다"라는 설명이 있었지만 당시 일본에 사람이 확실히 있었다는 증거는 작중의 거리 3만년 전까지밖에 거슬러 올라가지 않는 것이다.
기가좀비
목소리 - 나가이 이치로
본편에 있어서의 흑막(수령).
폭풍과 번개를 조종하는 불사신의 정령왕. 처음에는 전형적인 마술사라고 생각되지만 그의 정체는 23세기에서 온 시간 범죄자. 시공간의 왕래를 차단하고 과거 세계로의 간섭을 막았다는 것으로 과거의 세계에 군림하고 영구적인 세계 지배를 달성하려고 노리고 있었다. 그 야망 때문에 타임 패트롤에서 표시되어 있었기 때문에 추적을 피해 지하의 도코야미의 성전을 건축하고 있었다.
도코야미의 성전에 침입한 도라에몽 일행을 몽땅 잡아 몰아 넣었지만 뒤늦게 온 노비타의 안내에 따라 타임 패트롤대에 위치를 파악하고 부하(츠치다마)와 수하(쿠라야미족)를 버리고 도주를 했지만 야연 공간 파괴 혐의로 체포되었다. 일인칭은 ワシ 또는 私.
텐토우무시필름코믹스에서 체포될 때에 "야마다 하카세"라고 되어 있었다.
츠치다마
목소리 - 다카시마 가라
기가좀비의 부하로 단어를 말하는 슈고키도구. 쿠라야미족을 조종하고 있었다. 형상 기억 세라믹 재생 능력을 가지고 있으며 분쇄되어 부활한다. 그러나 이 재생 능력은 흩어진 조각을 다시 붙이고 파편물 자체가 손실된 경우에는 재생(새로운 구축)이 불가능하다. 비행 능력을 가지고 바위도 날려서 충격파를 발생 시킬 수도 있다. 때때로 "기가"라는 기괴한 소리를 지른다. 눈보라 속에서도 비행이 가능하다. 도라에몽의 비밀도구 "순간 접착 총"에 갇혀서 없어지며 마지막에는 기가좀비에 잘린 낙반에 잡힌다. 일인칭은 ワシ. 자이언과 도라에몽으로부터 점토 세공이나 점토의 괴물이라고 야유되었지만 도라에몽에게 너구리의 괴물이라고 말한다. 부하인 쿠라야미족이 도라좀비에 의해 쓰러질 때에는 "어수선한 원숭이 같은 놈"이라며 꾸짖는다.
원작 및 본 영화의 리메이크판에서는 여러 개체가 존재했지만 영화에서는 일체만의 등장이 되었다.
쿠라야미족
목소리 - 히로세 마사시(리더), 기시노 가즈히코, 고리 다이스케
7만년 전 중국에 사는 오스트랄로피테신에 가까운 종족인 고릴라 같은 얼굴을 하고 있다. 히카리족에 비해 신체 능력이 높고 키도 크지만 지능이 낮은 것으로 추정되어 기가좀비와 츠치다마의 하인이 되었다.
타임 패트롤대가 와서 그 후는 불명.
도라좀비
목소리 - 오오야마 노부요
쿠라야미족에 구속되어 있는 히카리족을 돕기 위해 기가좀비를 의식하고 변장한 도라에몽의 모습. 손에 들고 있는 쇼크 스틱으로 쿠라야미족을 퇴치했다. 도움을 받게 된 히카리족에게 매우 존경받는다.
가상 동물
노비타가 동물의 유전자 엠플 및 복제 에그로 만들어 낸 3마리의 가상 동물. 또한 전지 교체 시기가 많고 장시간 사용이 불가능한 대나무 헬리콥터를 대신하는 존재이기도 하고 도라에몽 일행을 태우고 장거리 이동이 가능해졌다. 가상 동물이라서 현실 세계에 존재하는 것이 허용되지 않기 때문에 사건 해결 후 타임 패트롤대에 거두어져 "공상 동물 사파리 파크"로 키워진다.
페가
가상 동물의 한 마리. 말과 백조의 엠플을 동시에 사용하여 만들어진 페가수스. 노비타는 페가 밖에 타지 않고(시즈카를 동승시키는 일도, 리메이크 버전에서는 쿠쿠루를 동승시키고 있다) 이름을 댈 기회도 페가가 가장 많았다.
구리
가상 동물의 한 마리. 독수리와 사자의 엠플을 동시에 사용하여 만들어진 그리핀. 도라에몽과 쿠루루가 탄다(리메이크판에서는 도라에몽과 시즈카). 후각이 예민한지 눈보라 발생 직후의 언덕에서 노비타의 답안을 발견하는 묘사가 있다.
도라코
가상 동물의 한 마리. 악어와 사슴과 도마뱀(영화에서는 박쥐)의 엠플로 만든 용. 자이언과 스네오가 탄다. 그 외모에서 악어와 검치호랑이를 위협하고 있다. 시즈카는 (도라코를) 도라짱이라고 부르고 도라에몽으로부터 "혼란스러운 이름을 부르지 마"라는 말을 들었다.(도라에몽도 도라짱이라고 부르기 때문)

타임머신
목소리 - 미쓰야 유지
말을 할 수 있고 행선지는 음성을 인식한다. 또한 전작 영화 《도라에몽 노비타의 페러렐 서유기》에서 음성 기능이 탑재된 전작은 원작 만화가 존재하지 않았기 때문에 원작에서 말하는 것으로는 본작이 처음이다.

## 등장하는 비밀 도구
이번 작품에 등장하는 도구의 수는 구작에서는 최다.
- 캠핑 캡슐
- 어디로든 문
- 만능 클리너 (영화만)
- 타임머신
- 토레아도루
- 원시 생활 세트
- 대나무 헬리콥터
- 편리한 삽
- 편리한 곡괭이
- 편리한 도끼
- 편리한 톱
- 화원 봄베
- 밭의 레스토랑
- 동물 유전자 엠플 및 복제 에그
- 무선 조종 비구름
- 무선 조종 태양
- 늘어나는 수도관
- 늘어나는 가스관
- 늘어나는 하수구
- 만능 펫 푸드 "구루멘"
- 미니 가구
- 시공 진동 카운터
- 통역 곤약
  - 영화에서는 된장 맛이 나는 것을 사용. 쿠쿠루는 이것을 먹고 도라에몽 일행과 의사소통을 할 수 있게 되지만 쿠루루의 부모는 이것을 먹지 않고도 일행과 의사소통을 하기 때문에 모순점이 있다.
- 위성 사진
- 방문인 스틱
- 방패 망토
- 오토마틱 불꽃
- 레이저 검사기
- 자기부상열차 놀이
- 구조 병
- 울트라 스톱워치 (영화에서의 이름은 울트라 타임 워치)
- 그대로 빠져 후프
- 순간 접착 총
  - 그 밖에 원작만 대사만의 등장으로 음식이 나오는 식탁보와 옷 갈아입기 카메라의 이름이 등장하고 있다.

## 스태프
- 제작총지휘 / 원작 / 각본 - 후지코 F. 후지오
- 작화감독 - 도미나가 사다요시
- 감독 - 쿠스베 다이키치로
- 미술 설정 - 가와모토 쇼헤이
- 미술 감독 - 누마이 신로
- 녹음 감독 - 우라카미 야스오
- 음악 - 키쿠치 슌스케
- 효과 - 카시와바라 미쓰루
- 촬영 감독 - 사이토 아키오
- 특수 촬영 - 미사와 카츠지
- 프로듀서 - 베시 소이치, 야마다 도시히데, 고이즈미 요시아키, 하타노 마사미
- 감독 - 시바야마 쓰토무
- 연출 조수 - 안도 도시히데, 히라이 미네타로
- 동영상 체크 - 나이토 신이치, 하라 데쓰오
- 색상 디자인 - 노나카 사치코
- 마무리 감사 - 시로타 치아키, 에다미쓰 아쓰코
- 특수 효과 - 도이 미치아키
- 컴퓨터 그래픽스 - 카메타니 히사, 와타나베 미치세이, 미즈하사 사토시
- 엘리 합성 - 사카이 유키노리, 스에히로 다카시, 와타나베 유토시오
- 편집 - 와타세 유코, 하야시 미쓰코 / 이노우에 가즈오
- 문예 - 다키하라 야요이
- 제작 사무 - 후루이 도시카즈, 다이칸다 도미히토
- 제작 진행 - 나카무라 마모루, 와다 야스시
- 제작 데스크 - 이치카와 요시히코
- 제작 협룍 - 후지코프로, ADK
- 제작 - 신에이 동화, 쇼가쿠칸, TV아사히

## 주제가
여는 곡 〈도라에몽의 노래〉(ドラえもんのうた)
작사 - 쿠스베 다쿠미 / 보조 작사 - 바바 스스무 / 편곡·작곡 - 키쿠치 슌스케 / 노래 - 야마노 사토코 / 대사 - 오오야마 노부요 (도라에몽) (컬럼비아 레코드)
이 작품부터 이 곡이 야마노 버전이며 1998년의 《도라에몽 노비타의 남해대모험》 · 2000년의 《도라에몽 노비타의 태양왕전설》의 두 작품을 제외하고 2004년의 《도라에몽 노비타의 완냥시공전》까지의 작품에 사용되었다.
엔딩 테마 〈시간의 나그네〉(時の旅人)
작사 - 다케다 데쓰야 / 작곡 - 호리우치 다카오 / 편곡 - 와카구사 게이 / 노래 - 니시다 도시유키 (CBS · 소니 레코드)
이 곡은 후에 작곡한 호리우치 다카오와 작사한 다케다 데쓰야에 따라 각각 커버되고 호리우치 버전은 1996년의 후지 TV 작품 『700년전의 약속』의 이미지송으로 사용되었다.

## 같이 보기
- 도라에몽 기가 좀비의 역습
- 도라미짱 미니도라 SOS!!
- 도라에몽의 영화 작품
- 애니메이션 영화
- 가미카쿠시
- 시간 여행
- 극장판 도라에몽: 신 진구의 버스 오브 재팬 - 도라에몽 영화 36작이고 본작의 리메이크.